# Gangster Squad
Gangster Squad è un film del 2013 diretto da Ruben Fleischer, con Josh Brolin, Ryan Gosling, Sean Penn, Emma Stone, Nick Nolte e Giovanni Ribisi.
La storia, seppur romanzata, è liberamente ispirata a un gruppo di ufficiali e investigatori del Dipartimento di Polizia di Los Angeles che formò, nel corso degli anni quaranta, un gruppo denominato "Gangster Squad", intento a combattere il noto criminale statunitense Mickey Cohen. Un soggetto molto simile è nel film Scomodi omicidi.

## Trama
Los Angeles, 1949. Il boss mafioso Mickey Cohen è diventato la figura più potente del mondo della malavita californiana e intende espandere il proprio impero verso gli stati orientali, costringendo i suoi rivali a ritirarsi a Chicago. Mickey inoltre ha fatto assassinare tutti coloro che erano pronti a testimoniare contro di lui e ha corrotto i tribunali e le forze della polizia, controllando così anche la forza legale dell'intera Los Angeles.
Nel frattempo il sergente John O'Mara viene incaricato dal capo della polizia Bill Parker di organizzare una task force speciale con l'obiettivo di sgominare Cohen e la sua banda. La squadra non riceverà compensi, né potrà arrestare alcun criminale: i poliziotti agiranno proprio come se combattessero una guerriglia, avvalendosi anche dell'esperienza in materia dello stesso O'Mara, che si era distinto per le sue imprese nella seconda guerra mondiale. Con l'aiuto della critica moglie Connie, incinta di diversi mesi, O'Mara inizia il reclutamento dei propri uomini. Si uniscono a lui il duro tenente Coleman Harris, l'esperto in intercettazioni Conway Keeler, il "cowboy" assassino di criminali Max Kennard e il suo braccio destro Navidad Ramirez. L'unico amico di O'Mara che rifiuta l'offerta è il sergente Jerry Wooters, disilluso dal fallimento della guerra e dagli anni di servizio nella polizia. Wooters è inoltre amico del gangster Jack Whalen, che funge da collegamento fra lui e Cohen. Il sergente inizia poi una relazione amorosa con Grace Faraday, amante e insegnante di galateo di Cohen.
La prima missione della squadra di O'Mara è svaligiare un grosso casinò di Cohen. Ma nel casinò ci sono anche alcuni poliziotti, che arrestano O'Mara ed Harris, gli unici della squadra che non erano riusciti a scappare. Frattanto Cohen ordina un attacco contro il boss rivale Jack Dragna, i cui uomini sono sospettati della tentata rapina al suo casinò. Quando nella sparatoria perde la vita Pete, un innocente lustrascarpe, Wooters, che si trovava nei paraggi, cambia idea e decide di unirsi al team di O'Mara. Dopo avere saputo che Cohen con i suoi uomini si sta recando alla caserma della polizia per prelevare e uccidere i due malcapitati Wooters li anticipa e riesce quindi a trarre in salvo O'Mara ed Harris.
Con la squadra al completo O'Mara riesce a sferrare duri colpi all'organizzazione di Cohen e i media bollano il suo team con il nome di "Gangster Squad". Keeler, coperto da Wooters, si infiltra con quest'ultimo nella villa di Cohen, piazzandogli una cimice, il che permette alla squadra di intercettare tutti i tentati colpi dell'organizzazione di Cohen, fra cui il punto di incontro per le scommesse clandestine di quest'ultimo. La squadra riesce a bruciarne l'azienda e gli uomini di Cohen lo informano che gli assalitori non hanno preso il denaro, il che fa dedurre al malvivente che la Gangster Squad sia composta da poliziotti onesti e non da uomini sul libro paga di un rivale. Cohen crede che qualcuno l'abbia intercettato, così ordina ai suoi uomini di setacciare la propria abitazione per trovare eventuali cimici. Grace, temendo che Cohen sappia della sua relazione con Wooters, scappa di casa.
La Gangster Squad cade poi in una trappola ordita da Wrevock, lo stesso sicario di Cohen responsabile della morte di Pete. Wooters interviene appena in tempo per salvare O'Mara, ma Wrevock riesce a scampare alla sua furia mentre Karl Lennox, guardia del corpo di Cohen, localizza e uccide Keeler. Wooters si rivolge quindi a Whalen chiedendogli di potere portare Grace fuori città, ma Cohen raggiunge per primo l'uomo, uccidendolo. Qualche giorno dopo Connie viene attaccata dai criminali mentre si trova sola in casa; riesce a salvarsi e subito dopo partorisce in casa. O'Mara convince quindi la moglie a lasciare Los Angeles. Intanto Grace comunica a Wooters di essere disposta a testimoniare contro Cohen nel processo per l'omicidio di Whalen; il giudice Carter, incastrato dalle compromettenti prove di corruzione trovate dalla squadra, viene costretto a firmare il mandato di cattura e indirizza la squadra al Park Plaza Hotel.
La Gangster Squad arriva sul posto e si trova coinvolta in uno scontro a fuoco con Cohen durante il quale Wooters rimane ferito, riuscendo però a uccidere Wrevock. Cohen e Lennox tentano poi di scappare, ma O'Mara li insegue riuscendo a farli schiantare con il loro veicolo in una fontana. Kennard, precedentemente ferito da Lennox, riesce a ucciderlo con l'aiuto di Navidad, prima di morire. O'Mara si appresta ad arrestare Cohen, ma il criminale non è disposto ad arrendersi e ingaggia con lui un duro scontro corpo a corpo, mentre una folla di curiosi e giornalisti si riunisce intorno a loro. O'Mara riesce a mandare KO Cohen e a farlo arrestare. Il suo regno giunge dunque al termine; Cohen verrà infatti condannato all'ergastolo, da scontare ad Alcatraz. I membri della Gangster Squad si separano e l'esistenza della squadra resta segreta.

## Produzione
Ispirato alla vera storia del criminale Mickey Cohen, il film è tratto da una serie di racconti pubblicata da Paul Lieberman sul Los Angeles Times con il titolo Tales from the Gangster Squad; di cui la Warner Bros. aveva acquistato i diritti cinematografici nella seconda metà del 2008. La realizzazione del film venne confermata nel corso dell'estate 2010, quando la realizzazione della sceneggiatura venne affidata a Will Beall. Nel successivo mese di dicembre 2010 la regia venne affidata a Ruben Fleischer.
Il casting iniziò nei primi mesi del 2011. Nel mese di aprile 2011 vennero annunciati i primi membri del cast: Sean Penn, Ryan Gosling e Josh Brolin, rispettivamente per i ruoli del criminale Mickey Cohen e dei sergenti Jerry Wooters e John O'Mara. Nel mese di giugno vennero ingaggiati Michael Peña e Anthony Mackie, interpreti di Navidad Ramirez e Coleman Harris, membri della task force che dà la caccia a Cohen; mentre a luglio entrarono nel cast anche Giovanni Ribisi, per il ruolo di Conway Keeler, esperto di elettronica; Emma Stone, per il ruolo di Grace Faraday, la ragazza di Cohen; e Robert Patrick, interprete dell'agente Max Kennard, ruolo che in un primo momento era stato affidato a Bryan Cranston. Tra gli ultimi attori a unirsi al cast furono presenti Mireille Enos, interprete di Connie O'Mara, moglie del sergente John O'Mara; e Nick Nolte, interprete di Bill Parker, capo del dipartimento di polizia.
Le riprese iniziarono il 6 settembre 2011 a Los Angeles. Nel mese di luglio 2012, a seguito dei tragici fatti del massacro di Aurora, la Warner Bros. decise di rimuovere dal film la scena di una sparatoria ambientata all'interno di un cinema, programmando quindi un ritorno sul set per girare una scena sostitutiva.

## Distribuzione
Il primo trailer venne pubblicato il 9 maggio 2012. Nelle sale cinematografiche statunitensi il film è stato distribuito dalla Warner Bros. dall'11 gennaio 2013, mentre in quelle italiane dal 21 febbraio 2013.
Il trailer italiano del film venne diffuso dal 4 giugno 2012.

## Accoglienza
Prodotta con un budget di 60 milioni di dollari, la pellicola incassò 46 milioni di dollari a livello nazionale e altri 59,2 milioni di dollari all'estero, per un totale di 105,2 milioni di dollari.
Nonostante il buon incasso la pellicola è generalmente accolta da critiche poco entusiaste. Su Rotten Tomatoes ha l'indice di gradimento del 32% con il commento: "Anche se è pieno di stile e ha un cast talentuoso, Gangster Squad soffre di sceneggiatura fiacca, personaggi sottosviluppati e un'eccessiva quantità di violenza".
Il critico cinematografico Roger Ebert diede al film il voto di due stelle su quattro, affermando di non essere rimasto del tutto soddisfatto della riuscita del film, incolpando principalmente il regista, propenso più alla commedia, di non sapere sfruttare al meglio un cast di talento. Mark Kermode, nella sua recensione per la Radio 5 Live della BBC, ha sfavorevolmente confrontato il film al videogioco L.A. Noire esprimendo l'opinione che il gioco abbia sviluppo del personaggio migliore di Gangster Squad.
Owen Gleiberman della rivista Entertainment Weekly diede al film una "C" scrivendo: "Quando Penn è sullo schermo, Gangster Squad è lontano dall'essere un grande film, ma contiene lo stesso un certo fascino. Il problema è che il regista, Ruben Fleischer (veterano dei video musicali che ha fatto Benvenuti a Zombieland) ci fa venire voglia di vedere un thriller intrigante, ma O'Mara e la sua squadra di poliziotti non organizzano mai un piano tortuoso o molto coerente. Picchiano duro la gente, fanno esplodere dei negozi e si inseguono nelle loro belle automobili degli anni '40. E il film, come dramma criminale, non va da nessuna parte."